# 埃米尔·尼尔森
埃米尔·尼尔森（丹麥語：Emil Nielsen，1997年3月10日—），丹麦男子手球运动员。他曾代表丹麦国家队参加2024年夏季奥林匹克运动会手球比赛，获得一枚金牌。他也曾获得2021年世界男子手球锦标赛金牌。